# Zofia Duszczyńska
Zofia Duszczyńska – polska „Sprawiedliwa wśród Narodów Świata”.

## Życiorys
W trakcie II wojny światowej pomogła Żydówce Miriam Perlberger - córki Samuela i Henryki, która przebywała wówczas w getcie w Wieliczce pod Krakowem. Pewnej nocy w 1942 r. przemyciła ją i przewiozła do swojego domu, a następnie zorganizowała dla niej transport do Krakowa. Zdobyła także dla dziewczynki fałszywe dokumenty, a następnie w ubraniu własnej córki wywiozła ją do Warszawy, gdzie była ukrywana. W 1944 r., Duszczyńska znalazła dla niej w Krakowie polską rodzinę, która opiekowała się nią do końca wojny.   
30 listopada 1997 r. Instytut Jad Waszem uhonorował Zofię Duszczyńską medalem „Sprawiedliwy wśród Narodów Świata”.